# Thraupinae
Thraupinae es una subfamilia propuesta de aves paseriformes de la familia Thraupidae que agrupa a 91 especies —o 104, dependiendo de la clasificación adoptada— en 29 géneros (muchos monotípicos), nativas de la América tropical (Neotrópico), cuyas áreas de distribución y hábitats  se encuentran entre el este de México, por América Central y del Sur, hasta el estrecho de Magallanes, en el sur de Argentina y Chile, unas pocas en las Antillas Menores. Encuentran su máxima diversidad en regiones andinas, amazónicas y de la Mata Atlántica.

## Etimología
El nombre de la subfamilia deriva del nombre genérico femenino Thraupis —el género tipo— que proviene de la palabra griega «θραυπίς thraupis», un pequeño pájaro desconocido mencionado por Aristóteles, tal vez algún tipo de pinzón; en ornitología thraupis significa «tangara».

## Características
No se conocen caracteres morfológicos o comportamentales que permitan un diagnóstico común a los varios grupos de esta subfamilia, que habitan en una variedad de ambientes. Son tráupidos principalmente arborícolas, que miden entre 12 y 22 cm de longitud, con excepción de Cissopis leverianus que mide 29 cm debido a su larguísima cola. Algunas de las especies están entre las más espectacularmente coloridas de las aves neotropicales, mientras otras son más apagadas y descoloridas. La mayoría se alimenta tanto de insectos como de frutos. En general, no se caracterizan especialmente por la calidad o belleza de sus cantos.

## Taxonomía
A pesar de la ausencia de características diagnósticas comunes, los datos genético-moleculares presentados en los años 2010 suministraron un fuerte soporte para el agrupamiento en esta subfamilia.
Algunos de los géneros contenidos en el presente grupo estuvieron anteriormente en otras familias, como Gubernatrix y Diuca en Emberizidae o Pseudosaltator rufiventris en Cardinalidae. Como resultado de los estudios filogenéticos mencionados, complementados por los trabajos de Burns, Unitt & Mason (2016), algunos géneros se revelaron polifiléticos, lo que motivó la separación en nuevos géneros (como Pseudosaltator) o la resurrección de otros anteriormente descritos (como Rauenia, Sporathraupis y Tephrophilus. Especialmente el género Tangara, que contenía alrededor de 55 especies, al comprobarse que el tradicional género Thraupis estaba embutido dentro de sus especies, tuvo que ser dividido en nuevos géneros como Stilpnia y Poecilostreptus o géneros resucitados, como Ixothraupis y Chalcothraupis.

## Géneros
Según el ordenamiento propuesto, la presente subfamilia agrupa a los siguientes géneros:
- Calochaetes
- Iridosornis
- Pipraeidea
- Rauenia
- Pseudosaltator
- Dubusia
- Sporathraupis
- Buthraupis
- Tephrophilus
- Chlorornis
- Cnemathraupis
- Anisognathus
- Wetmorethraupis
- Bangsia
- Chlorochrysa
- Lophospingus
- Neothraupis
- Gubernatrix
- Diuca
- Stephanophorus
- Cissopis
- Schistochlamys
- Paroaria
- Ixothraupis
- Chalcothraupis
- Thraupis
- Poecilostreptus
- Stilpnia
- Tangara